# Hypsilurus binotatus
Hypsilurus binotatus — вид ігуаноподібних ящірок родини агамових (Agamidae). Ендемік Нової Гвінеї.

## Поширення і екологія
Hypsilurus binotatus широко поширені на Новій Гвінеї, а також на сусідніх островах, зокрема на Япені, на островах Ару і Кей. Вони живуть в прибережних вологих рівнинних тропічних лісах, на висоті до 1000 м над рівнем моря.